# Marcgravia atropunctata
Marcgravia atropunctata là một loài thực vật có hoa trong họ Marcgraviaceae. Loài này được de Roon mô tả khoa học đầu tiên năm 1969.